# D-18T
進步D-18T（烏克蘭語：Прогрес Д-18Т）是一個由烏克蘭伊夫琴科-进步设计局開發的三軸式、高涵道比的渦輪扇發動機。專為了提供運輸機足夠推力而開發的D-18T，能提供超過50,000磅的額定推力，主要使用在安托諾夫An-124、An-225等在蘇聯時代開發出的超大型運輸機上。

## 設計及發展
該發動機是由伊夫琴科-進步設計局設計，並在乌克兰扎波罗热的工廠進行實際組裝製造。從D-36發展而來，而當時D-36研發時又參考了勞斯萊斯RB211的三轉子結構，是世界唯二兩家這樣的製造廠，這是蘇聯時代第一具可以提供超過20,000千克力（約合44,000磅或196千牛頓）推力的引擎。
- 1980年9月19日 - 第1次發動機全面啟動。
- 1982年12月24日 - An-124首飛。
- 1985年12月19日 – 發動機通過官方基準測試。

目前有188台D-18T發動機在運轉中，擁有超過100萬小時的總飛行時間。

## 應用
由於原本就是專為超大型運輸機開發的動力系統，僅有兩款由安托諾夫所製造的運輸機曾搭載過D-18T：
- An-124
- An-225

## D-18T諸元
数据来源： forecastinternational.com

### 概况
- 类型： 三軸式大涵道比渦扇發動機配置單級風扇
- 长度： 5.4 m (212.6 in)
  - 寬: 2.93 m (115.6 in)
  - 高: 2.79 m (109.9 in)

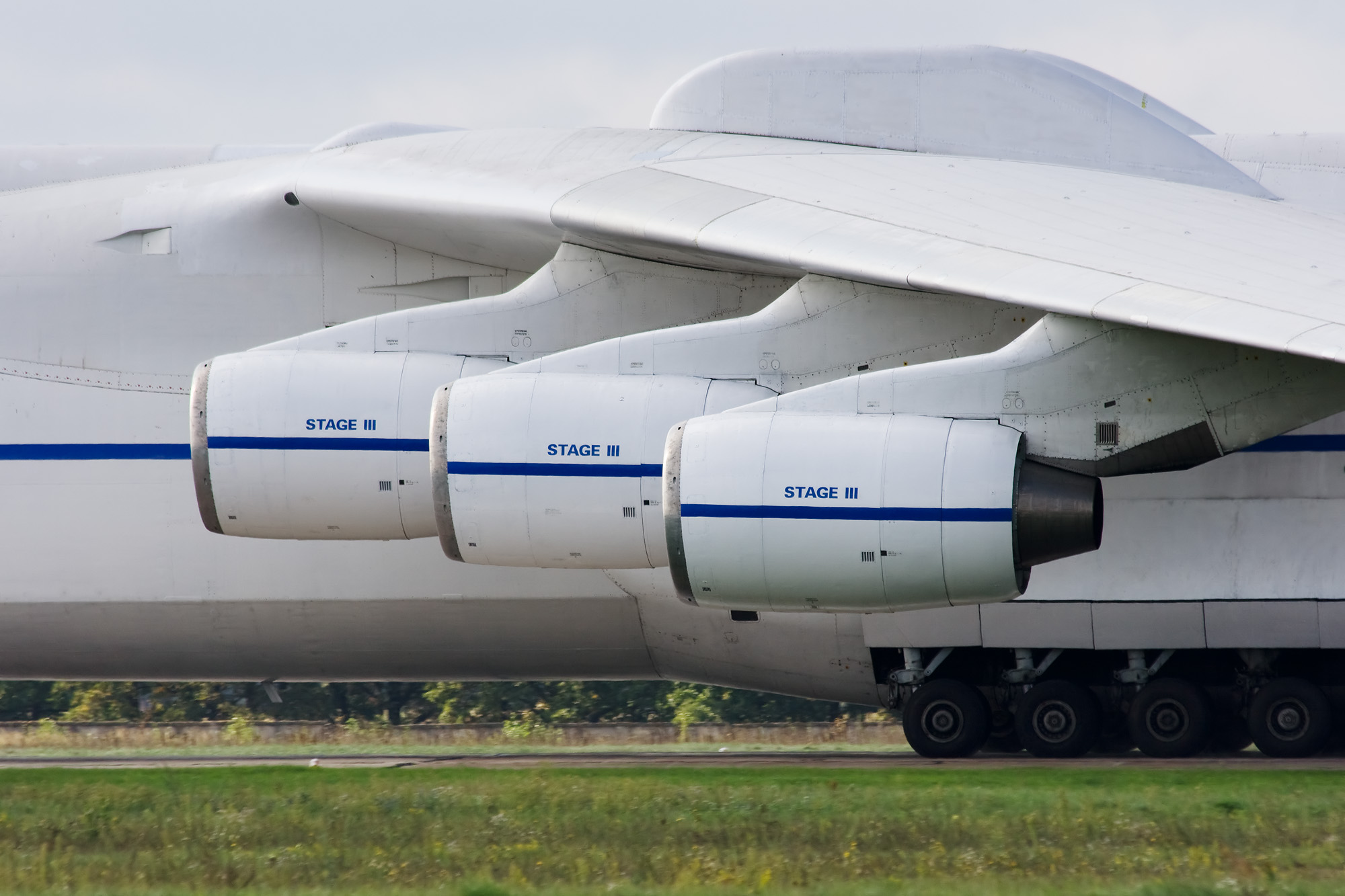
An-225「夢想式」運輸機每一邊的主翼上都懸掛有3具D-18T發動機。

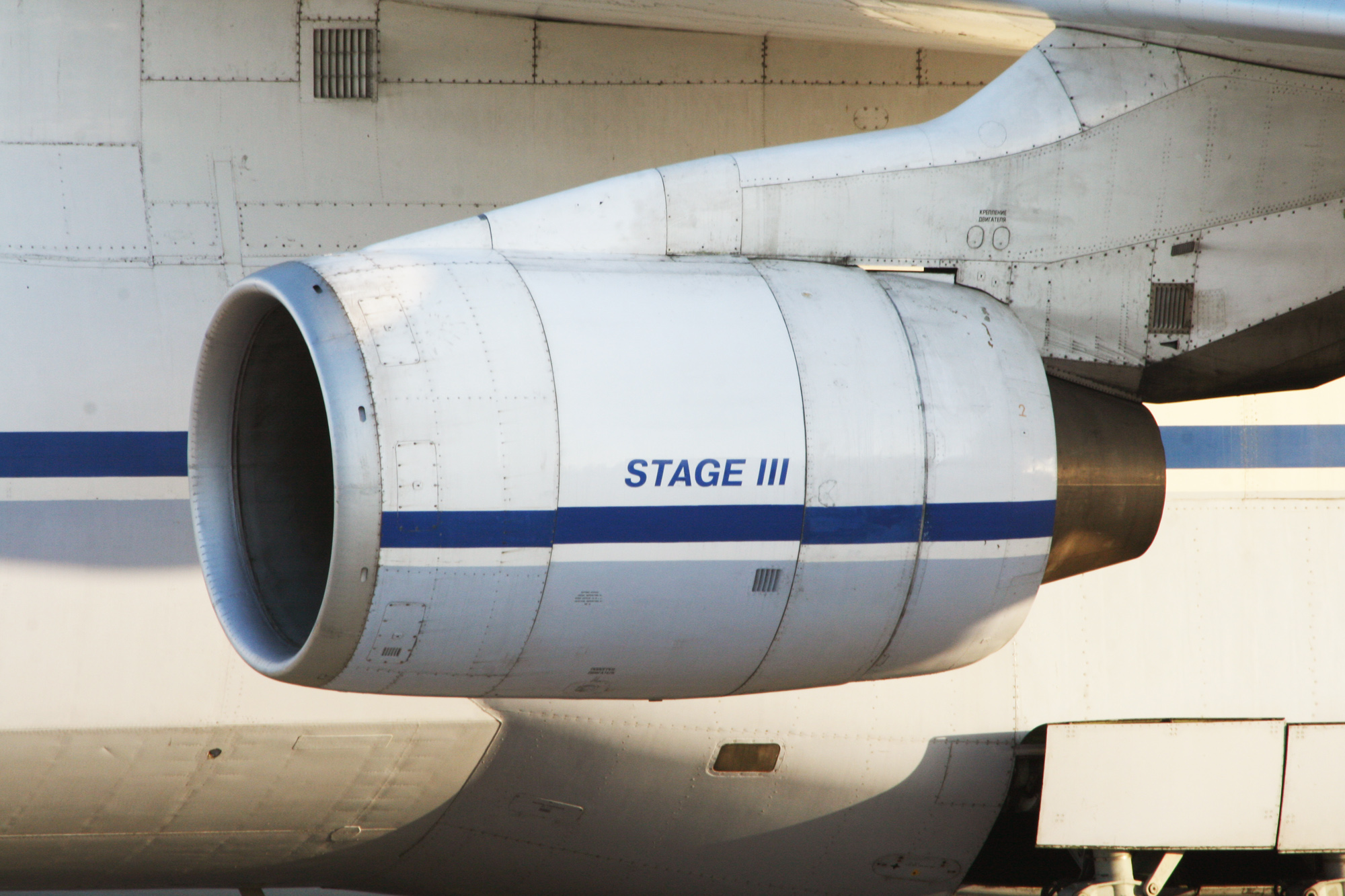
一具懸掛在An-124左翼內側的D-18T發動機。

  - 風扇直徑: 2.33 m (91.73 in)
- 直径：
- 淨重： 4,100 kg (9,039 lb)

### 组件
- 压缩机： 7級中壓壓縮機，7級軸流式高壓壓缩機
- 燃烧室： 環形燃燒系統
- 涡轮： 單級高壓渦輪，單級中壓渦輪，4級低壓渦輪

### 性能
- 最大推力： 23,430千克力; 51,655磅力（229.77千牛頓）
- 总压比： 27.5
  - 旁通比: 5.7
- 涡轮前温度： 1,600K (1,327 °C; 2,420 °F)
- 推重比： 約5.7:1

## 外部連結
- Description of D-18T at Ivchenko-Progress corporate web-site